# Isbelle
L'Isbelle (ou la Lisbelle) est un ruisseau de Belgique, affluent de l'Ourthe en rive droite faisant partie du bassin versant de la Meuse. Il coule en province de Luxembourg.

## Géographie
La source de l'Isbelle se situe à une altitude de 495 mètres au sud du hameau de Laidprangeleux dans la commune de Rendeux. Ensuite, le ruisseau coule vers le nord-ouest en arrosant Devantave puis en passant entre Beffe et Magoster avant d’arroser Trinal et Mélines où il change de direction et s'oriente vers le sud-ouest dans une belle vallée boisée et encaissée pour rejoindre la rive droite de l'Ourthe entre Hampteau et Hotton à une altitude de 180 mètres. 
Après Mélines, le ruisseau pénètre en Calestienne où il est connu pour sa résurgence. L'Isbelle a une longueur d'une quinzaine de kilomètres.